# Michèle Graber

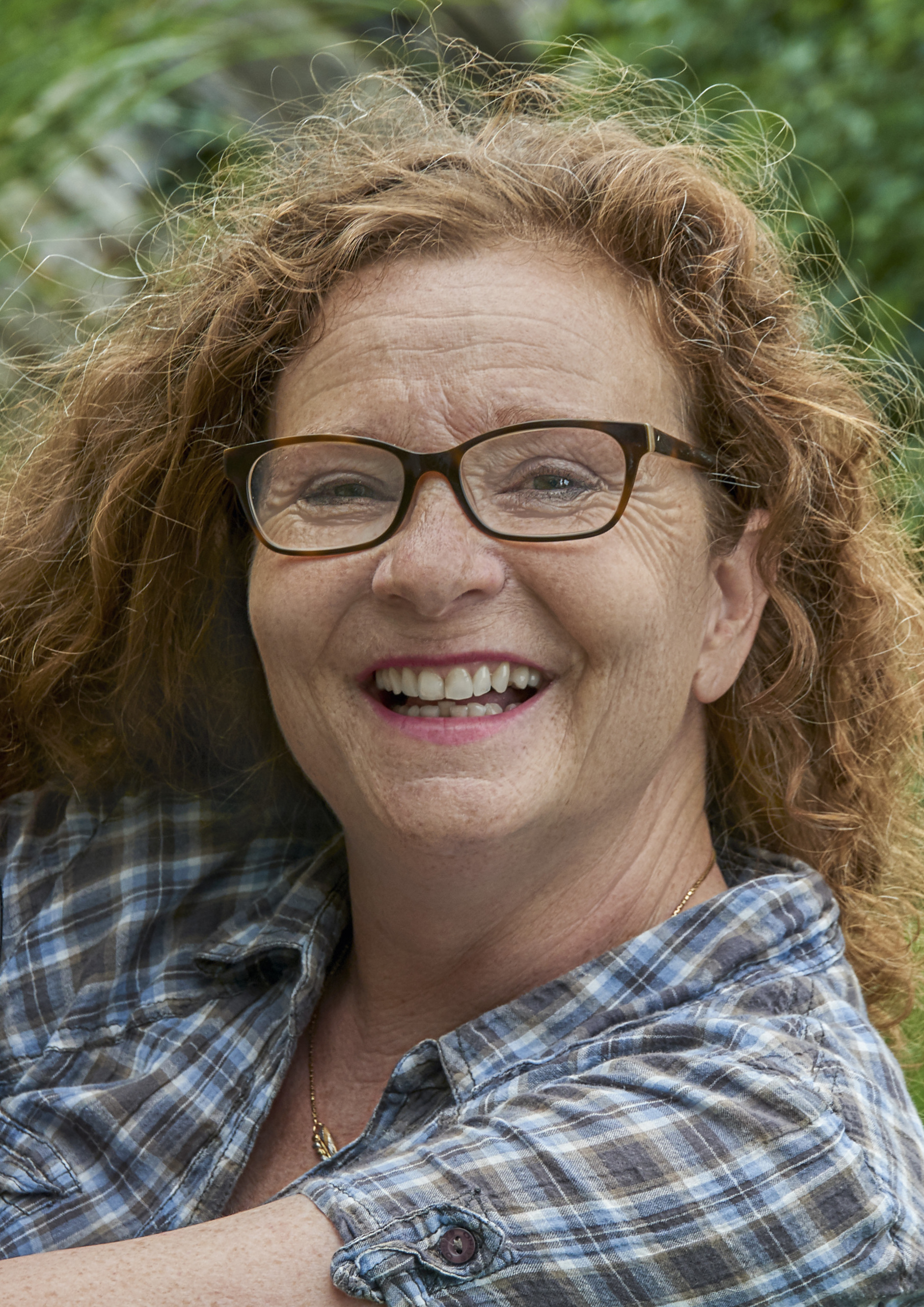
Michèle Graber (2019)

Michèle Graber (* 25. Oktober 1965 in Luzern; heimatberechtigt in Triengen und Luzern) ist eine Schweizer Politikerin (GLP) und ehemalige Kantonsrätin im Kanton Luzern.

## Politik
Michèle Graber war von 2011 bis 2021 Kantonsrätin im Kanton Luzern. Von 2012 bis 2019 war sie die Fraktionsvorsitzende und Mitglied der Geschäftsleitung der Grünliberalen Partei des Kanton Luzerns. In den Wahlen 2019 wurde ihr Amt als Kantonsrätin des Kantons Luzern bestätigt. Im Januar 2021 trat sie aufgrund gestiegener beruflicher Belastung als Kantonsrätin zurück. Sie war in der Planungs- und Finanzkommission, Aufgaben- und Kontrollkommission, Wirtschafts- und Aufgabenkommission tätig.

## Ausbildung und Beruf
Graber studierte Zahnmedizin an der Universität Fribourg und der Universität Bern und schloss im 1996 mit dem Doctor mediciane ab. Nach dem Ausbildungsjahr bei verschiedenen Zahnärzten gründete sie ihre eigene Praxis und führte sie über zehn Jahre. Nach Abschluss des Executive MBA baute sie ihre eigene Managementberatungsfirma für Zahnmedizin auf und ist seit 2016 Geschäftsstellenleiterin des Vereins überbetriebliche Kurse für Dentalassistentinnen.

## Persönliches
Graber lebt im luzernischen Udligenswil. Sie ist Präsidentin der Fallschirmgruppe Titlis.